# Giulio Boiardo
Giulio Boiardo (XVI secolo – 1º luglio 1553) figlio di Giovanni Boiardo e di Giulia Gambara. Conte di Scandiano dal 1528 al 1553.

## Biografia

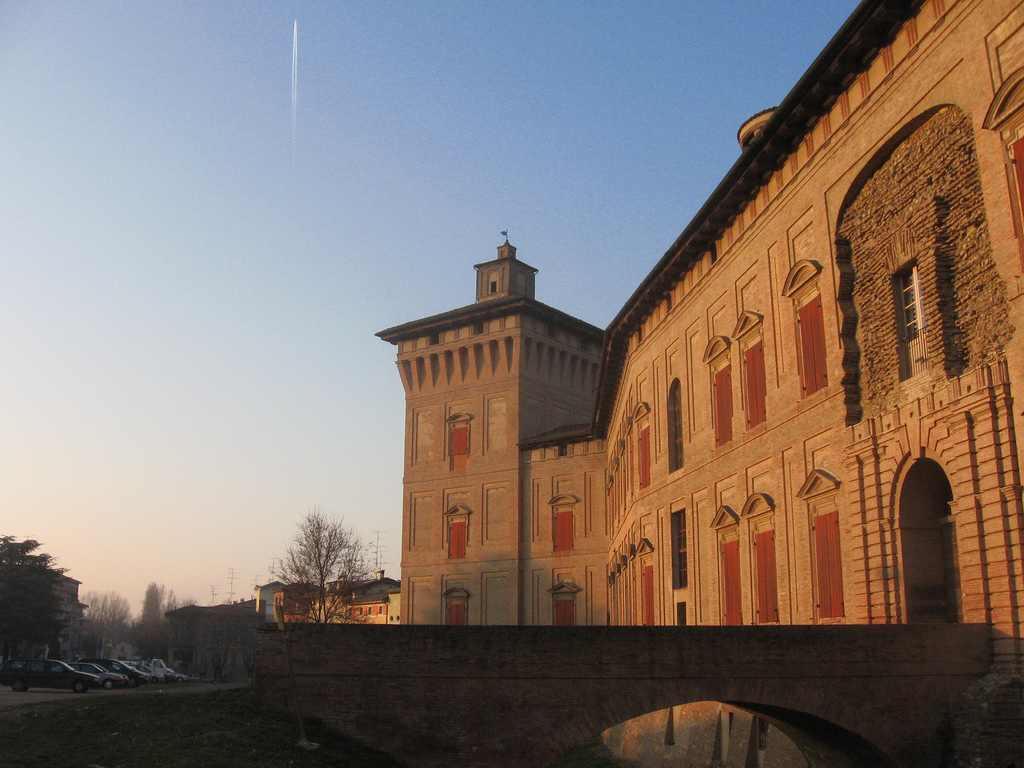
Scandiano, Rocca dei Boiardo.

Giulio Boiardo era figlio secondogenito di Giovanni Boiardo e di Giulia Gambara.
Nel 1528 alla morte del fratello maggiore Giovanni Battista Boiardo senza eredi maschi, eredita il governo della Contea di Scandiano.
Nel 1530 Giulio ottenne dal Duca di Ferrara Alfonso I, conferma dell’investitura del feudo.
Nel 1536 Giulio ospitò nei suoi territori Giovanni Calvino, mentre questi stava facendo ritorno in Francia.
Tra il 1540 ed il 1543 vennero eseguiti ulteriori lavori nella Rocca, con ulteriori pitture di Nicolò dell'Abate ad ornamento; un Concerto, nel Camerino dell'Eneide, oggi presso la Galleria Estense di Modena, raffigura il committente Giulio Boiardo intento ad ascoltare la storia dell'Eneide intonata dalla moglie Silvia Sanvitale.
Nel 1543 Papa Paolo III impegnato tra Modena, Reggio Emilia e Piacenza nel cercare un colloquio con l’Imperatore Carlo V, nel ritorno verso Bologna, si ferma a Scandiano e viene ospitato dal conte Giulio nella Rocca dei Boiardo.
Nel 1547 Giulio concede all'ebreo Vitale da Loddo la concessione di tenere per nove anni banco feneratizio. Nella concessione, composta da ventotto capitoli, il XIV è di particolare e significativa importanza, in quanto concedeva alla numerosa comunità ebraica di Scandiano di comperare, possedere e vendere le case, di norma al tempo sostanzialmente vietato agli ebrei. Inoltre nel XV capitolo si concede agli ebrei di Scandiano di non portare il segno distintivo al petto, imposto nel Concilio Lateranense III del 1215, sotto Papa Innocenzo III. L'intera impostazione della concessione, rimarca l'atteggiamento aperto, che contraddistinse sempre l'azione dei Boiardo, nel governo del territorio.
Fece testamento il 25 giugno 1553 e morì poco dopo, lasciando le proprie eredità allodiali a quattro sue figlie: Laura, Lucreazia, Camilla e Vittoria.
A Giulio successe nel governo del feudo il fratello infermo Ippolito Boiardo, che venne seguito da curatori nominati dalla Camera Ducale Estense.

## Discendenza
Sposò Silvia Sanvitale (c. 1512-23 aprile 1584); dal matrimonio nacquero cinque figlie:
- Laura, sposò il conte Ottavio I Thiene
- Camilla, sposò il conte Giulio Cesare Trissino
- Lucrezia, sposò il marchese Guido Calcagnini
- Silvia, morta infante
- Eleonora, monaca
- Vittoria, sposò il conte Ercole Tassoni Estense